# Mickey Spillane
Pour les articles homonymes, voir Spillane.
Œuvres principales
- série de romans Mike Hammer

Mickey Spillane, de son vrai nom Frank Morrison Spillane, né le 9 mars 1918 à Brooklyn (New York, État de New York) et mort le 17 juillet 2006 à Charleston (Caroline du Sud) est un écrivain américain, occasionnellement acteur. 
Auteur prolifique de romans policiers, Mickey Spillane est surtout connu pour avoir créé le personnage de Mike Hammer, décliné dans divers romans, films, ainsi que dans une série télévisée du même nom.

## Biographie

### Jeunesse et formation
Frank Morrison Spillane naît d'un père irlandais dans le quartier de Brooklyn à New York, mais passe son enfance dans un quartier difficile de la ville d'Elizabeth dans le New Jersey. Il abandonne ses études en 1935.

### Carrière
Mickey Spillane commence sa carrière d'écrivain comme rédacteur pour des magazines de mode. Il rédige ensuite des scénarios pour des comics de la firme Marvel Comics, notamment la série du super-héros Captain America. Fort de quelques succès, il se décide à rédiger également des nouvelles pour des pulps. Il est payé 12 dollars par bloc et produit jusqu'à 50 blocs par jour. 
Pendant la Seconde Guerre mondiale, il est pilote dans l'US Air Force, puis devient instructeur de vol et entraîne les pilotes de chasse. Il transporte également des soldats pour le compte de l'Air Force. Après la guerre, il recommence à rédiger des comics et fait aussi des numéros de cirque sur trampoline pour le compte du Ringling Brothers and Barnum and Bailey Circus. Il participe également à une enquête sur des trafiquants de drogue, ce qui lui vaut une blessure par balle et un coup de couteau. 
Son premier roman policier s'intitule I, the Jury (1946), traduit en français sous le titre J'aurai ta peau. Il écrit ce livre dans une tente, alors qu'il construit sa première maison. Le roman introduit un dur à cuire, le détective Mike Hammer. Le nom de ce héros n'a pas été choisi au hasard : « Violent et brutal, le personnage cogne comme un marteau (hammer) et tue sans états d'âme. Adepte de la justice expéditive et primitive, il porte des jugements insultants sur les minorités, les intellectuels et les homosexuels. Dans les rapports avec les femmes, il est dominateur, dépourvu de délicatesse, parfois presque violeur ».
Plusieurs des romans de la série Mike Hammer sont adaptés pour le cinéma, dont Kiss Me Deadly (1955) ou The Girl Hunters (1963 ; dans celui-ci, Spillane joue le rôle de Mike Hammer). De plus, pendant les années 1980, la série télévisée Mike Hammer est diffusée aux États-Unis ainsi qu'en Europe.
En 1972, Spillane publie The Erection Set, un livre où sa seconde femme, le mannequin Sherri Malinou pose nue pour la page de couverture. Ce livre lui est dédié.
Il a aussi fait des apparitions dans une série de publicités vantant les mérites d'une bière, la Miller Lite (en), qui met en scène un homme dur. Il joue aussi son propre rôle en 1954 dans le film Les Géants du cirque de James Edward Grant. Il a par ailleurs été occasionnellement acteur, notamment dans un épisode de la série télévisée policière Columbo (épisode « Édition tragique ») où il joue le rôle d'un écrivain assassiné.
En 1995, il reçoit le Grand Master Award, un prix de l'association Mystery Writers of America.
Mickey Spillane meurt le 17 juillet 2006 chez lui en Caroline du Sud, des suites d'un cancer.

## Œuvre

### Romans

#### SérieMike Hammer
- I, the Jury (1947) Publié en français sous le titre J'aurai ta peau, Paris, Presses de la Cité, 1948 ; réédition Paris, le Livre de poche Policier no 3851, 1974 ; réédition Paris, Union générale d'édition, 10/18, coll. Grands détectives no 1706, 1985 ; réédition dans le volume omnibus Mon nom est Mike Hammer..., Paris, Presses de la Cité, coll. Omnibus, 1989 ; réédition, Paris, Librairie des Champs-Élysées, Pulp Serie no 4, 1998 ; Paris, Omnibus, coll.  Bibliomnibus, 2014 Publié en français dans une autre traduction sous le titre Moi, le Jury, Paris, Edmond Nalis, 1969
- My Gun is Quick (1950) Publié en français sous le titre Pas de temps à perdre, Paris, Presses de la Cité, Un mystère no 37, 1950 ; réédition Paris, Livre de poche no 3853, 1974 ; réédition dans Mon nom est Mike Hammer..., Paris, Presses de la Cité, coll. Omnibus, 1989
- Vengeance Is Mine! (1950) Publié en français sous le titre Fallait pas commencer, Paris, Presses de la Cité, Un mystère no 54, 1951 ; réédition Paris, Livre de poche no 3854, 1974 ; réédition Paris, Union générale d'édition, coll. Grands détectives, 1984 ; réédition dans le volume omnibus Mon nom est Mike Hammer..., Paris, Presses de la Cité, coll. Omnibus, 1989
- One Lonely Night (1951) Publié en français sous le titre Charmante soirée, Paris, Presses de la Cité, Un mystère no 75, 1952 ; réédition Paris, Livre de poche no 3856, 1975 Publié dans une autre traduction sous le titre Une sacrée nuit !, Paris, Edmond Nalis, 1969
- The Big Kill (1951) Publié en français sous le titre Dans un fauteuil, Paris, Presses de la Cité, Un mystère no 92, 1952 ; réédition Paris, le Livre de poche. Policier no 3855, 1974 ; réédition dans le volume omnibus Mon nom est Mike Hammer..., Paris, Presses de la Cité, coll. Omnibus, 1989 ; réédition Paris, Librairie des Champs-Élysées, Pulp Serie no 12, 1999
- Kiss Me Deadly (1953) Publié en français sous le titre En quatrième vitesse, Paris, Presses de la Cité, Un mystère no 134, 1953 ; réédition Paris, le Livre de poche. Policier no 3857, 1975 ; réédition Paris, C. Bourgois, coll. Série B, 1982 ; réédition Paris, France loisirs, coll. Thriller, 1983 ; réédition Paris, J'ai lu. Policier no 1798, 1985 ; réédition Paris, Librairie des Champs-Élysées, Pulp Serie no 1, 1998
- The Girl Hunters (1962) Publié en français sous le titre Baroud solo, Paris, Presses de la Cité, Un mystère no 662, 1963 ; réédition Paris, le Livre de poche no 4895, 1977 ; réédition dans le volume omnibus Mon nom est Mike Hammer..., Paris, Presses de la Cité, coll. Omnibus, 1989
- The Snake (1964) Publié en français sous le titre Le Serpent, Paris, Presses de la Cité, Un mystère no 750, 1965 ; réédition Paris, le Livre de poche no 4801, 1976 ; réédition Paris, Librairie des Champs-Élysées, coll. Détective club, 1995
- The Twisted Thing (1966) Publié en français sous le titre Interdit aux moins de seize ans, Paris, Presses de la Cité, Un mystère no 19, 1966 ; réédition Paris, Presses pocket no 1001, 1973
- The Body Lovers (1967) Publié en français sous le titre Délices suspectes, Paris, Gallimard, coll. Série noire no 1355, 1970
- Survival... Zero! (1970) Publié en français sous le titre Zéro de survie, Paris, Gallimard, coll. Série noire no 1409, 1971
- The Killing Man (1989) Publié en français sous le titre L'Homme qui tue, Paris, Grasset, 1990 ; réédition Paris, le Livre de poche no 7579, 1992
- Black Alley (1996)
- I'll Die Tomorrow (2009)

#### SérieTiger Mann
- Day of the Guns (1964) Publié en français sous le titre Corrida à l'ONU, Paris, Presses de la Cité, Un mystère no 747, 1965 ; réédition Genève, Édito-service, 1973 ; réédition Paris, Livre de poche no 4925, 1978
- Bloody Sunrise (1965) Publié en français sous le titre Surprise sanglante, Paris, Presses de la Cité, Un mystère no 757, 1965 ; réédition Paris, Presses pocket no 1027, 1973 ; réédition Paris, Librairie des Champs-Élysées, Pulp Serie no 10, 1998
- The Death Dealers (1966) Publié en français sous le titre Un tigre dans votre manche, Paris, Presses de la Cité, Un mystère (2e série) no 13, 1966 ; réédition Paris, le Livre de poche Policier no 4937, 1974
- The By-Pass Control (1966) Publié en français sous le titre Court-circuit, Paris, Presses de la Cité, Un mystère (2e série) no 27, 1967 ; réédition Paris, Presses pocket no 962, 1973

#### Autres romans
- The Long Wait (1951) Publié en français sous le titre Nettoyage par le vide, Paris, Presses de la Cité, Un mystère no 27, 1952 ; réédition Paris, Livre de poche no 3858, 1974 ; réédition Paris, Union générale d'éditions, 1984 ; réédition dans Mon nom est Mike Hammer..., Paris, Presses de la Cité, Collection Omnibus, 1989 ; réédition Paris, Librairie des Champs-Élysées, Pulp Serie no 7, 1998
- Everybody's Watching Me (Manhunt, 1953) - court roman Publié en français sous le titre Tous braqués sur moi, dans Suspense récits noirs no 3, 1956
- The Deep (1961) Publié en français sous le titre Le Nouveau Caïd, Paris, Presses de la Cité, Un mystère no 588, traduction de Paul Mac-Ayre, 1961 ; réédition Paris, Livre de poche no 4750, 1976 ; réédition sous le titre M'appelle pas Fillette, Le Cherche Midi, Borderline 9782749173078, 2022
- I Came to Kill You (1964) - court roman Publié en français sous le titre Je suis venu te tuer, Villeurbanne, J.-L. Lesfargues, 1983
- Man Alone (1965)
- The Delta Factor (1967) Publié en français sous le titre Un mariage hors-série, Paris, Librairie des Champs-Élysées, coll. Le Masque no 1209, 1972
- The Erection Set (1972) Publié en français sous le titre Le Dogue, Paris, Fayard, 1972 ; réédition  Paris, France loisirs, 1973 ; réédition Paris, Livre de poche no 3852, 1974
- The Last Cop Out (1973) Publié en français sous le titre In the baba Paris, Fayard, 1974 ; réédition Paris, Livre de poche no 4705, 1976 ; réédition dans Mon nom est Mike Hammer..., Paris, Presses de la Cité, Collection Omnibus, 1989
- Something's Down There (2003) Publié en français sous le titre Dans les profondeurs, Paris, Grasset, 2004

### Recueils de nouvelles
- Me Hood ! (1963) Certaines nouvelles publiées en français sous le titre Dites-le avec des tueurs, Paris, Presses de la Cité, Un mystère no 561, 1961
- The Flier (1964)
- Return of the Hood (1964) Publié en français sous le titre L'Irlandais haut le pied, Paris, Presses de la Cité, Un mystère (2e série) no 5, 1966 ; réédition Paris, Livre de poche no 4945, 1977
- Killer Mine (1965) Publié en français sous le titre Le Cri du Sioux, Paris, Presses de la Cité, Un mystère (2e série) no 161966 ; réédition sous le titre Une gueule de tueur, Paris, Presses pocket no 1055, 1974
- The Tough Guys (1969)
- Tomorrow I Die (1984)

### Ouvrages de littérature d'enfance et de jeunesse
- The Day The Sea Rolled Back (1979) Publié en français sous le titre Le jour où la mer disparut, Paris, Hachette, Bibliothèque verte, 1980
- The Ship That Never Was (1982) Publié en français sous le titre La Grotte du vaisseau oublié, Paris, Le Livre de poche. Club no 8125, 1987

## Filmographie
- 1954 : Les Géants du cirque (Ring of fear) de James Edward Grant : lui-même, en tant qu'enquêteur dans un cirque
- 1955 : En quatrième vitesse (Kiss Me Deadly) de Robert Aldrich, d'après le roman du même nom.
- 1963 : Solo pour une blonde (The Girl Hunters) de Roy Rowland : Mike Hammer
- 1974 : Columbo (saison 3, épisode 5, « Édition tragique », « Publish or Perish ») : l'écrivain assassiné
- 1995 : Mommy de Max Allan Collins : l'avocat Neal Ekhardt
- 1997 : Mommy's Day (en) de Max Allan Collins : l'avocat Neal Ekhardt

## Dans la culture populaire
Dans le film Full Metal Jacket (1987) de Stanley Kubrick, le personnage du sergent-instructeur Hartman (R. Lee Ermey) cite Spillane lorsqu'il parle à la recrue qu'il a surnommé « Guignol » (Matthew Modine), disant : « Alors, on se prend pour Mickey Spillane ? »